# Canard noir
Anas rubripes
Espèce
Statut de conservation UICN

 LC  : Préoccupation mineure
Le Canard noir (Anas rubripes), est une espèce d'oiseaux palmipèdes appartenant à la famille des Anatidae et à la sous-famille des Anatinae.

## Répartition
Cet oiseau vit dans l'est, le nord-est et le centre de l'Amérique du Nord.

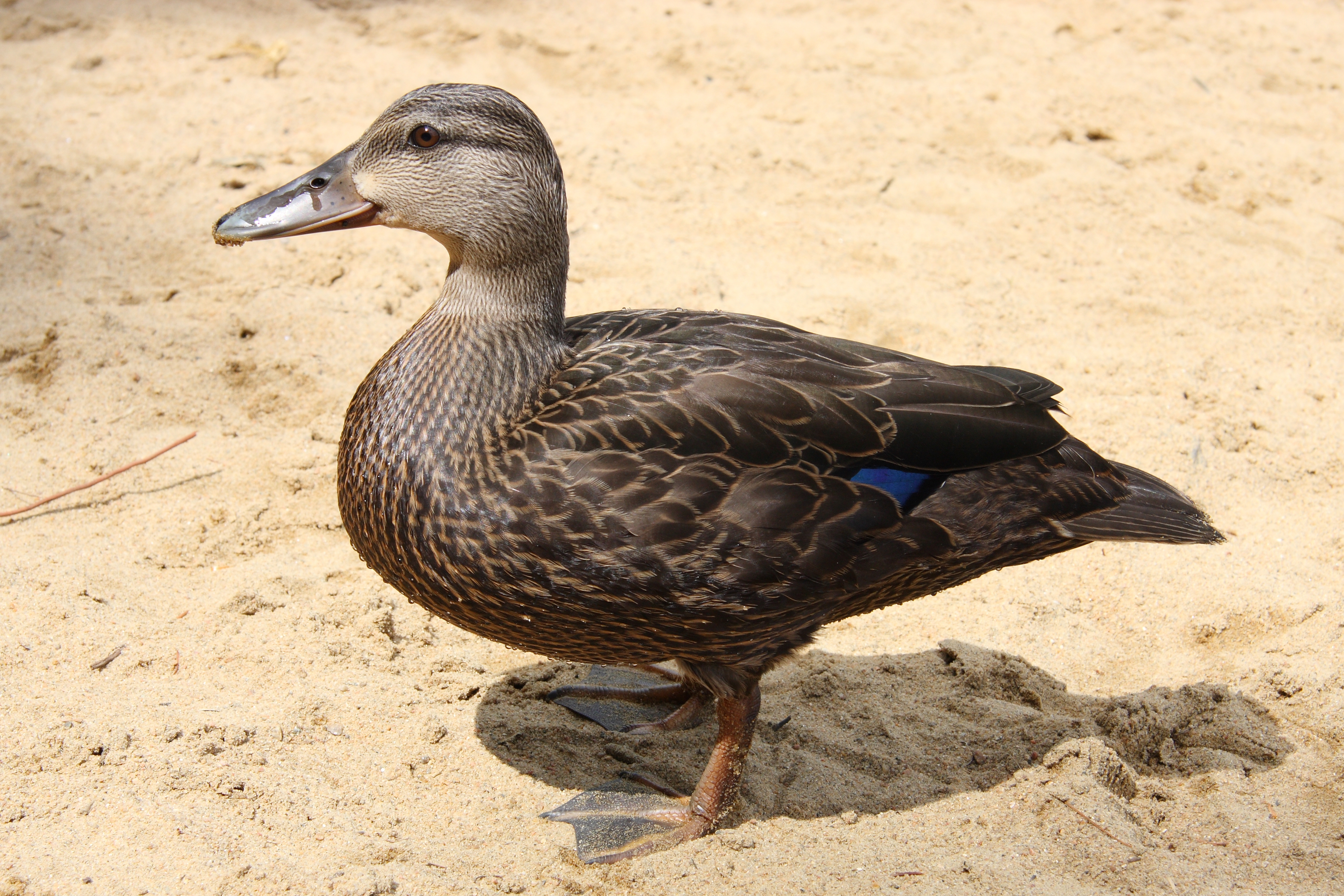
Juvénile
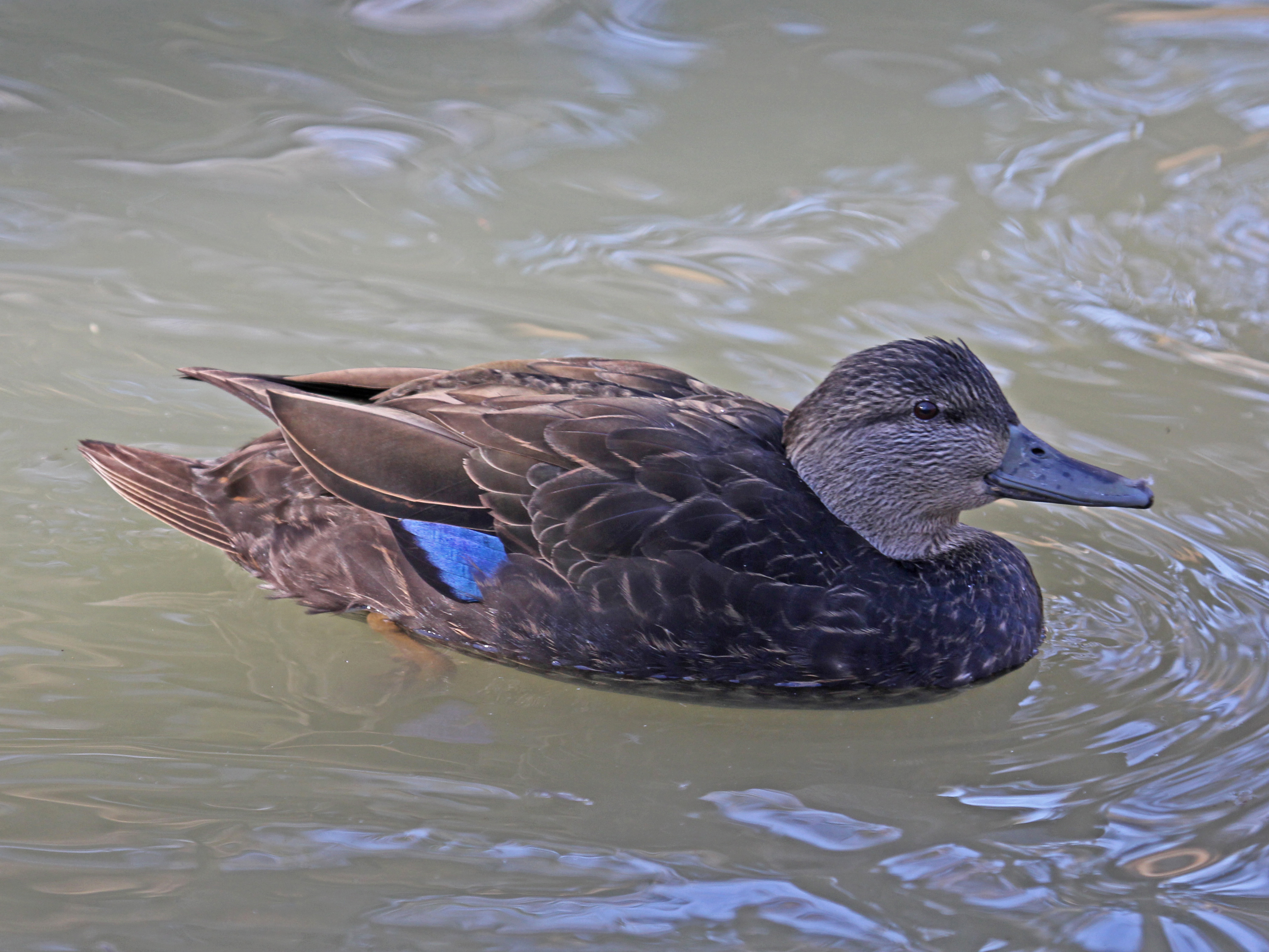
Femelle